# 雪村泉
雪村泉（日语：／ Yukimura Izumi，1937年3月20日—）是日本的歌手、演员、画家，本名是朝比奈知子。日本歌手协会顾问。妹妹是作家兼歌手的朝比奈爱子，女儿是艺人朝比奈玛丽亚。与美空云雀、江利智惠美合称“三人娘”。

## 略歷
企业家父亲朝比奈爱三是个对音乐有着浓厚兴趣的人，在泉童年时期接触传统与现代音乐长大。
1946年，父亲爱三在工作的通信公司自杀。1952年，母亲惠子管理的东兴映画破产，生活清苦。后她顺利通过中考但因高额的学费放弃高中录取。为了帮助家庭，初中毕业后开始在新桥歌舞厅“佛罗里达”无薪演唱。同年5年，她出演日劇ミュージックホール（日剧音乐厅）“秋刀鱼丑闻”（サンマー・スキャンダル）中销售烟草的少女的角色。7月初登台宣布正式出道成为一名专业歌手。8月下旬被当时最大的演艺公司木仓音乐事务所社长木仓博恭发掘。同年秋，出演日剧“秋的舞蹈”（秋のおどり），同时她在驻日美军俱乐部大受欢迎。
1953年4月，翻唱特雷莎・布鲁尔歌曲“想い出のワルツ”（原題：Till I Waltz Again with You）首次亮相，发售20万份红极一时成为了热门话题，她被称为战后最短时间内“灰姑娘变公主”的明星。她与美空云雀、江利智惠美合称“三人娘”，风靡一时。三人1955年合演《猜拳儿女》（ジャンケン娘）等一系列影片。
1953年12月处女作松竹系统电影“青春三羽鸟”上映。1954年加入新东宝，主演井上梅次监督的四部音乐电影。同年12月，她被转至东宝，1964年之前出演了约60部电影。
插图画家的中原淳一发现可爱的容貌带著一点青涩她成为模特。
1959年在这一年泉发现母亲借款8500万日元，之后约20年支付偿还欠款。
同年首次赴美，出演黛娜•肖尔的NBC人气节目The Dinah Shore Chevy Show（黛娜•肖尔雪佛兰秀），各大娱乐报纸称赞。
1960年因全美公演「ホリデイ・イン・ジャパン」而再赴美。在美国的12个城市演出了一年后开始在纽约拉丁区的剧院演出，开演后轰动一时。次年61年4月『LIFE』杂志介绍该剧。
1961年在美公演时认识了坦普尔大学学生杰克，回国后闪电结婚、1966年离婚。育有一子朝比奈玛丽亚。这一年三次赴美。1967年在美国与萨克斯演奏家原田忠幸再婚之后离婚。
1970年代四季剧团的饭野おさみ同居并成为话题，最终以分手告终。开始了单身生活。
1970年回国。1998年获得紫绶褒章 ，2007年获得旭日小绶章。
出道50多年的仍然在参加演艺活动，2006年公映的电影《そうかも知れない》时隔32年后再次出演主角。
2010年7月1日任命为日本歌手协会的顾问。

## 获奖
- 1957年：柏林电影节特别记者奖
- 1957年：出席柏林电影节并获得了最佳人气奖。
- 1998年：紫绶褒章
- 2007年：旭日小绶章